# Ellisiophyllum pinnatum
Ellisiophyllum pinnatum là một loài thực vật có hoa trong họ Mã đề. Loài này được (Wall. ex Benth.) Makino mô tả khoa học đầu tiên năm 1906.